# Когда жизнь даёт тебе мандарины
«Когда жизнь даёт тебе мандарины» (кор. 폭싹 속았수다) — южнокорейский романтический сериал в жанре повседневной жизни, созданный Лим Санчуном и режиссёром Ким Вонсоком. Главные роли исполняют Ли Джиын, Пак Погом, Мун Сори и Пак Хэ Джун. Премьера сериала состоялась на Netflix 7 марта 2025 года.
Сериал сравнивают с популярным сериалом «Ответ 1988» (2015–2016), также с участием Пак Погома, за то, что он вызывает ностальгию и тепло, связанные с корейским опытом. Он получил широкое признание за актёрскую игру, сценарий и режиссуру. Среди многочисленных наград сериал был номинирован на 61-ю церемонию вручения наград «Пэксан» в восьми категориях, выиграв четыре, включая награду за лучший сериал.

## Сюжет
Сериал рассказывает о полной приключений и многочисленных испытаниях жизни Э Сун — бедной девушки, родившейся на острове Чеджу в 1951 году и мечтающей стать поэтессой; а также о Кван Сике, молодом человеке, который дорожит ею и любит её.

## Актёрский состав

### Главная роль
- Ли Джиын — Э Сун[3] / Ян Гыммён (дочь Э Сун).
  - Ким Тэён — Э Сун в детстве.
  - Мун Сори[англ.] — Э Сун среднего возраста[4].

Главная героиня и возлюбленная Кван Сика, а затем его жена. Ян Гыммён — дочь Э Сун и Кван Сика.
- Пак Погом — Кван Сик[6]
  - Ли Чончу — Кван Сик в детстве
  - Мун Уджин — Кван Сик подросток
  - Пак Хэджун[англ.] — Кван Сик среднего возраста[4][7].

Главный герой, возлюбленный Э Сун, её парень, а затем и муж.

### Персонажи второго плана
- Ким Ённим[англ.] — Пак Макчон[8], бабушка Кван Сика
- На Мун Хи[англ.] — Ким Чонок[8], бабушка Э Сун.
- Ём Хёран — Чон Кваннё[9], мать Э Сун.
- О Минэ[англ.] — Квон Гёок, мать Кван Сика.
- Чхве Дэхун — Сан Гиль[10].
- Чан Хеджин[англ.] — Ён Ран
- Ча Мигён[англ.] — Чон Су.
- Пэк Дживон[англ.] — Кён Джа[11].
- О Джонсе — Ём Пёнчхоль[12].
- Ом Дживон[англ.] — На Мин Ок
- Ли Джунмён[англ.][13]
- Ли Сугён[англ.][14]

### Камео
- Ким Сонхо[15][16]
- Ли Суми[англ.] — Ян Им[17].

| Том 1 |                                     |             |              |               |
| 1     | «Spring in a Heartbeat (호로록 봄)» | Ким Вон Сок | Лим Сан Чхун | 7 марта 2025  |
| 2     | «()»                                | Ким Вон Сок | Лим Сан Чхун | 7 марта 2025  |
| 3     | «()»                                | Ким Вон Сок | Лим Сан Чхун | 7 марта 2025  |
| 4     | «()»                                | Ким Вон Сок | Лим Сан Чхун | 7 марта 2025  |
| Том 2 |                                     |             |              |               |
| 5     | «()»                                | Ким Вон Сок | Лим Сан Чхун | 14 марта 2025 |
| 6     | «()»                                | Ким Вон Сок | Лим Сан Чхун | 14 марта 2025 |
| 7     | «()»                                | Ким Вон Сок | Лим Сан Чхун | 14 марта 2025 |
| 8     | «()»                                | Ким Вон Сок | Лим Сан Чхун | 14 марта 2025 |
| Том 3 |                                     |             |              |               |
| 9     | «()»                                | Ким Вон Сок | Лим Сан Чхун | 21 марта 2025 |
| 10    | «()»                                | Ким Вон Сок | Лим Сан Чхун | 21 марта 2025 |
| 11    | «()»                                | Ким Вон Сок | Лим Сан Чхун | 21 марта 2025 |
| 12    | «()»                                | Ким Вон Сок | Лим Сан Чхун | 21 марта 2025 |
| Том 4 |                                     |             |              |               |
| 13    | «()»                                | Ким Вон Сок | Лим Сан Чхун | 28 марта 2025 |
| 14    | «()»                                | Ким Вон Сок | Лим Сан Чхун | 28 марта 2025 |
| 15    | TBA                                 | Ким Вон Сок | Лим Сан Чхун | 28 марта 2025 |
| 16    | «()»                                | Ким Вон Сок | Лим Сан Чхун | 28 марта 2025 |

## Производство

### Разработка
Сериал был разработан под рабочим названием «Жизнь» (кор. 인생; романизация: Insaeng), режиссёром которого стал Ким Вонсок, а сценаристом — Лим Санчун, которая вернулась к написанию после работы над драмой KBS 2019 года «Когда цветёт камелия». В декабре 2022 года художник-постановщик Рю Сонхи упомянула, что сериал является одним из её новых проектов, став её третьей драмой после «Маленьких женщин» и «Девушка в маске».
27 января 2023 года официальное корейское название сериала было раскрыто как «폭싹 속았수다» (произносится как «покссак сокасуда»), что переводится с диалекта Чеджу как «Спасибо за ваш тяжёлый труд». Три дня спустя Netflix объявил английское название сериала как «When Life Gives You Tangerines» (Когда жизнь даёт тебе мандарины). Производственный бюджет составляет около ₩60 миллиардов.

### Кастинг

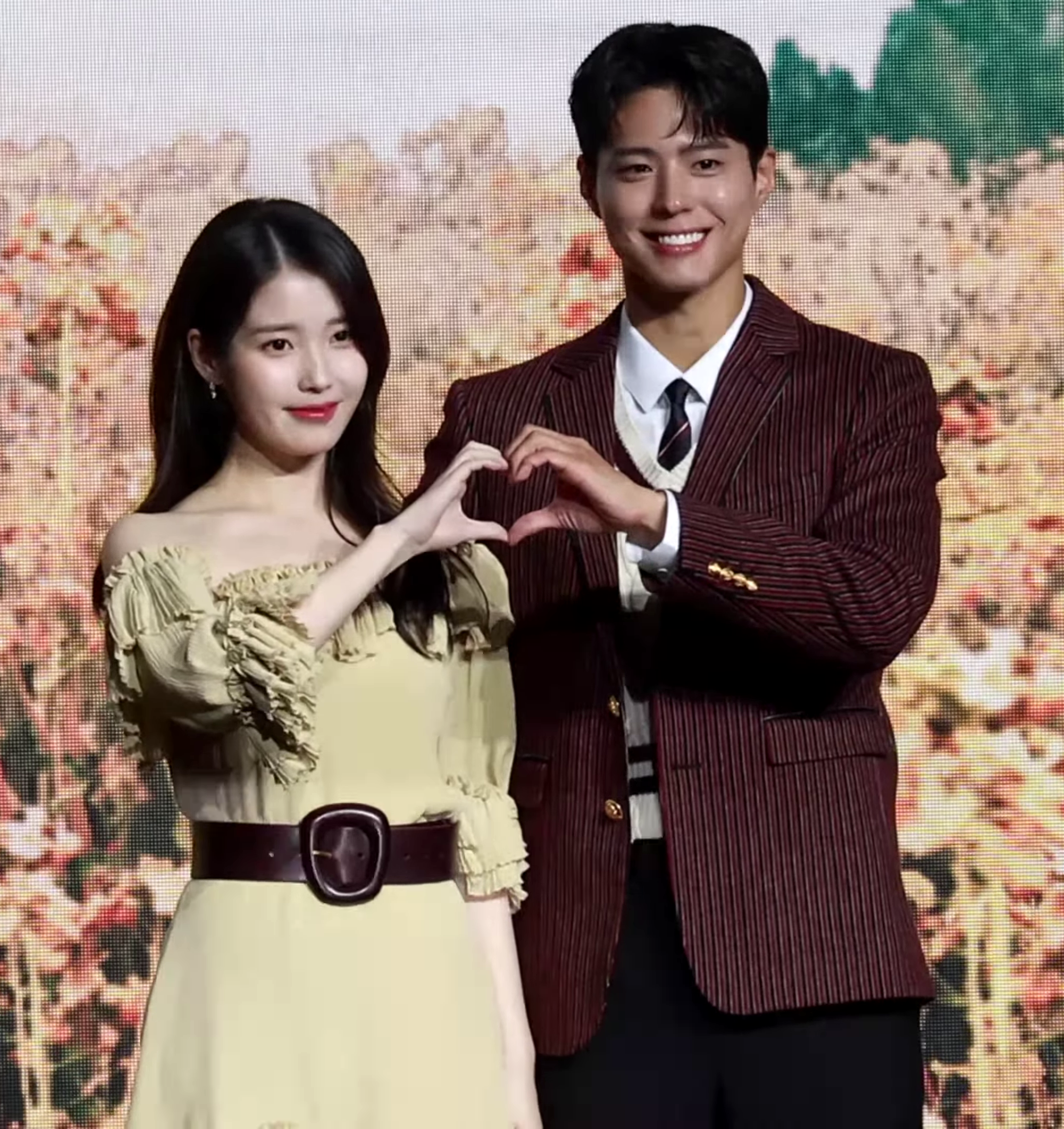
Ли Джиын и Пак Погом на пресс-конференции сериала, 5 марта 2025 года

27 января 2023 года было подтверждено участие Ли Джиын и Пак Погома в главных ролях персонажей Э Сун и Кван Сика соответственно. Это стало второй совместной работой Ким Вонсока и Ли Джиын после сериала «Мой мистер» (2018) на канале tvN.
30 января 2023 года Мун Сори и Пак Хэджун были официально утверждены на роли старших версий Э Сун и Кван Сика соответственно. Это четвёртое сотрудничество Пак Хэджуна и режиссёра Ким Вонсока после их успешных работ в таких сериалах tvN, как «Неудавшаяся жизнь», «Мой мистер» и «Хроники Асдаля».
28 февраля 2023 года Чхве Дэхун также был включён в актёрский состав. Сообщалось, что съёмки сериала начнутся в марте. 10 марта 2023 года стало известно об утверждении На Мунхи и Ким Ённим. Этот проект воссоединяет Ким Ённим и Ли Джиын после девяти лет, прошедших с их предыдущей совместной работы в выходном драматическом сериале KBS2 «Ли Сунсин — лучшая!» (2013). Наконец, 15 марта 2023 года было подтверждено участие Ли Джунмён.
Первое читка сценария для актёрского состава состоялась 7 марта 2023 года. Среди присутствовавших актёров были Ли Джиын, Пак Погом, Ли Джунмён, Чхве Дэхун, На Мунхи и Ким Ённим.
12 мая 2023 года было подтверждено участие Ли Сугён. Сообщалось, что читка сценария должна была состояться после встречи с режиссёром Ким Вон Соком. 23 июня 2023 года было подтверждено участие Пэк Дживона, 25 июля 2023 года — О Чжонсе, 24 августа 2023 года — Чхве Джонъи, а 5 сентября 2023 года — Ли Суми. В интервью с Ём Хёран 16 сентября 2023 года было объявлено, что её следующей работой станет «Когда жизнь даёт тебе мандарины».
27 июля 2023 года в статье было объявлено, что Ким Сонхо примет участие в сериале в качестве специального гостя. В декабре того же года, во время участия в 8-й церемонии Asia Artist Awards в Булакане (Филиппины), Ким Сонхо упомянул, что дорама запланирована как его проект на 2024 год. В январе 2024 года в новостных сообщениях было упомянуто его участие в сериале.

### Съёмка
Помимо съёмок на Чеджу, в 2023 году производство также проходило в Андоне.
В 2023 году сериал стал объектом критики из-за неудобств, связанных со съёмками. Посетительница фестиваля на ферме Gochang Academy Green Barley Field сообщила, что ей запретили входить на рапсовое поле из-за продолжающихся съёмок. Когда посетительница попыталась сделать фотографии цветов издалека, сотрудник, по её словам, закричал на неё, чтобы она прекратила фотографировать. В мае 2025 года появились обвинения в издевательствах со стороны сотрудников над статистами. Netflix заявил, что проводит расследование по этим обвинениям.

### Название

#### Корейское
Оригинальное корейское название, Pokssak sogatsuda (кор. 폭싹 속았수다), было объявлено 27 января 2023 года. Это выражение на диалекте Чеджу, означающее «спасибо за ваш труд». В диалекте Чеджу слово sokda (кор. 속다) является частью sogatsuda (кор. 속았수다) и переводится как «стараться изо всех сил», «прилагать усилия» или «переживать трудности». Совпадение в том, что sokda является лингвистическим ложным другом стандартного корейского слова, означающего «быть обманутым», «быть одураченным» или «быть введенным в заблуждение». Таким образом, Pokssak sogatsuda может быть неправильно истолкован как стандартное корейское выражение «сильно обманутый».

#### Английский
Английское название «When Life Gives You Tangerines» было объявлено 30 января 2023 года. Это игра слов, основанная на английской пословице «When life gives you lemons, make lemonade» (Когда жизнь даёт тебе лимоны, сделай лимонад). Однако на острове Чеджу растёт мандарин, а не лимон. Китайское название «Kǔjìngānlái Yùjiànnǐ» (苦盡柑來遇見你) также использует игру слов, основанную на китайской пословице «Kǔjìngānlái» (苦盡甘來), что означает «После горечи приходит сладость». В этом случае иероглиф, обозначающий мандарин (柑; пиньинь: gān), заменяет иероглиф, обозначающий «сладость» (甘; пиньинь: gān), в оригинальной пословице. По данным агентства Yonhap News, представитель команды Netflix по глобализации заявил, что при переводе названия на английский язык цель состоит в том, чтобы адаптировать намерения и культурные нюансы оригинального названия для соответствия культуре англоязычных стран.

## Выпуск
В апреле 2023 года было объявлено, что компания PAN Entertainment подписала контракт на производство сериала для Netflix. Планировалось, что сериал будет доступен в 190 странах в 2024 году. 30 января 2024 года в СМИ появились фотографии со съёмок сериала, подтверждающие его эксклюзивный релиз на Netflix по всему миру.
В январе 2025 года Netflix подтвердил дату выхода сериала — 7 марта.